# Roffey
Roffey é uma comuna francesa na região administrativa de Borgonha-Franco-Condado, no departamento de Yonne. Estende-se por uma área de 8,68 km². Em 2010 a comuna tinha 145 habitantes (densidade: 16,7 hab./km²).